# Corryocactus squarrosus
Corryocactus squarrosus là một loài thực vật có hoa trong họ Cactaceae. Loài này được (Vaupel) Hutchison mô tả khoa học đầu tiên năm 1963.